# 112
112 — високосний рік, що почався в п'ятницю за григоріанським календарем.
Римська імперія •  Парфянське царство •  Кушанське царство •  Східна Хань •  Сармати

## Геополітична ситуація
Римську імперію очолює імператор Траян (до 117). Імперія займає Апеннінський, Піренейський та Балканський півострови, Галлію, частину Британії, Близький Схід, Північну Африку включно з Єгиптом.
Наймогутніша держава центральної Азії — Парфянське царство. Наймогутніша держава Індостану — Кушанське царство. Династія Хань править у Китаї. Корейський півострів ділять між собою Три корейські держави.
Триває докласичний період цивілізації мая.
На території майбутньої України, в степах Причорномор'я, мешкають сармати, північніше — племена Черняхівської культури.

## Події

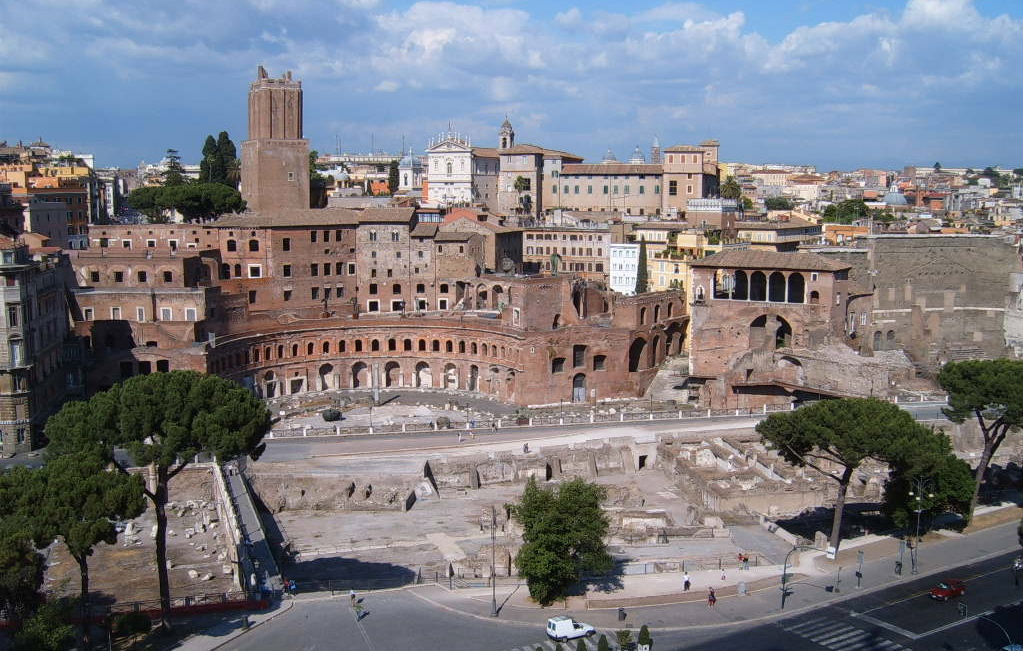
Форум Траяна

- Консулами Римської імперії були Траян та Тит Секстій Африкан.
- 1 січня Траян відкрив у Римі новий Форум та Базиліку Ульпія  з нагоди свого 6-го консульства[1].
- 28 січня у Римі розпочалися 15-денні ігри  з нагоди 14-ї річниці імператорства Траяна[1].
- У квітні Адріан одержав особливі імператорські повноваження для нагляду за проведенням операцій на Сході[1].
- Тацит призначений проконсулом Азії (до 113 року)[2].
- Салонія Матідія отримала титул августи.
- Китайські війська зробили спробу повернути Західний Край (Східний Туркестан), відбили князівства Чеши та Шаньшань, проте врешті-решт хуннська армія розбила їх.
- Помер Пхаса, правитель держави Сілла. Його спадкоємцем став Чима.

## Народились
Дивись також Категорія:Народились 112

## Померли
Дивись також Категорія:Померли 112
- Лу́цій Фа́бій Юст — військовий та державний діяч